# Maya Angelou

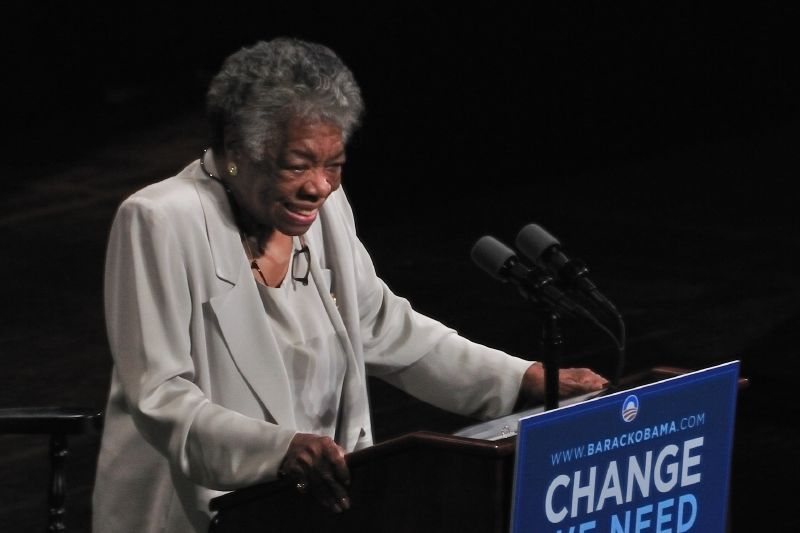
Maya Angelou v prezidentské kampani Baracka Obamy

Maya Angelou, rodným jménem Marguerite Ann Johnson (4. dubna 1928 St. Louis, Missouri – 28. května 2014 Winston-Salem, Severní Karolína) byla americká spisovatelka, básnířka, scenáristka, filmová producentka, a aktivistka. Vydala sedm autobiografických knih, tři sbírky esejů a několik básnických sbírek, podepsána je také pod řadou divadelních her, filmů a televizních pořadů. Za svou práci získala desítky ocenění, bylo jí uděleno přes padesát čestných titulů. Nejslavnější jsou její autobiografické knihy, mezi nimi zejména ta první, popisující dětství a dospívání černošské dívky v časech, kdy nebyla pro černou menšinu vybojována základní práva: I Know Why the Caged Bird Sings z roku 1969. Literární kritika knihu ocenila jako zcela novou formu autobiografické beletrie.
Než se stala spisovatelkou, zastávala řadu různých zaměstnání: mimo jiné pracovala jako kuchařka, sexuální pracovnice, tanečnice v nočním klubu, členka souboru opery Porgy a Bess, koordinátorka v hnutí Southern Christian Leadership Conference a zpravodajka z Egypta a Ghany v době dekolonizace Afriky. Byla herečkou, scenáristkou, režisérkou i producentkou. V roce 1982 získala titul Reynolds Professor of American Studies na Wake Forest University ve Winston-Salemu v Severní Karolíně. Byla spolupracovnicí Martina Luthera Kinga i Malcolma X a bojovnicí za práva žen. Po vydání knihy I Know Why the Caged Bird Sings otevřeně hovořila o některých aspektech svého soukromého života. Byla považována za jednu z mluvčích černošské komunity v USA. V roce 1993 recitovala svou báseň při prezidentské inauguraci Billa Clintona. Navázala tak na tradici Roberta Frosta, který recitoval své verše při inauguraci Johna F. Kennedyho roku 1961.
V USA se vyskytly pokusy její knihy v některých knihovnách zakázat, dílo Mayi Angelou je nicméně častým předmětem studia na středních a vysokých školách po celém světě. Ve svých autobiografických knihách (někdy také charakterizovaným jako autobiografická fikce) se Angelou cíleně snažila nabourat, rozšířit a obměnit tradiční strukturu tohoto žánru. Výraznými tématy v jejím díle jsou rasismus, identita, rodina i cestování.

## Život a tvorba

### Dětství a dospívání
Marguerite Annie Johnson se narodila Vivian Johnson (rozené Baxter) a Baileymu Johnsonovi 4. dubna 1928 v St. Louis ve státě Missouri. Její přezdívka „Maya“ pochází od jejího bratra Baileyho Juniora. Po rozpadu manželství rodičů žila Maya se svým bratrem u babičky ve státě Arkansas, po čtyřech letech se děti vrátily k matce. Matčin partner Mayu sexuálně zneužíval a v jejích osmi letech ji znásilnil, za což si odseděl jeden den vězení. Krátce po propuštění byl zavražděn, zřejmě Mayinými strýci. Angelou poté pět let nepromluvila. Podle autorky její biografie Mary Jane Lupton se u Angelou právě v tomto období rozvinula její mimořádná paměť, láska k literatuře a schopnost naslouchat a pozorovat.
Angelou s bratrem se vrátili k babičce. Zde se Maya pod vlivem rodinné přítelkyně, učitelky Berthy Flowers, seznámila s dílem spisovatelů jako Charles Dickens, William Shakespeare, Edgar Allan Poe, Douglas Johnson a James Weldon Johnson, kteří ji ovlivnili, a také s dílem černošských spisovatelek Frances Harper, Anne Spencer či Jessie Fauset.
Ve věku 14 let se sourozenci vrátili k matce, která tou dobou žila v Oaklandu v Kalifornii. Angelou tam navštěvovala střední školu, pracovala jako první řidička tramvaje v San Francisku a tři týdny po dokončení střední školy porodila ve věku 17 let syna Clydea (ten později přijal jméno Guy Johnson).

### Raná dospělost
V roce 1951 se Angelou vdala za Řeka Toshe Angelose. V následujících letech se stala profesionální tanečnicí. Přestože její manželství s Angelosem v roce 1954 skončilo, tanečnice na popud manažerů začala používat pseudonym Maya Angelou. V letech 1954 a 1955 vystupovala po Evropě v rámci turné s operou Porgy a Bess. Během cest se plynně naučila několik jazyků.
V roce 1959 se seznámila se spisovatelem Johnem Oliverem Killensem, přestěhovala se do New Yorku a soustředila se na psaní. Stala se členkou Harlem Writers Guild, seznámila se s několika významnými afroamerickými spisovateli jako John Henrik Clarke, Rosa Guy, Paule Marshall a Julian Mayfield a její dílo bylo také poprvé publikováno. V roce 1960 se setkala s Martinem Lutherem Kingem Jr. Následně společně s Killensem zorganizovala benefiční Cabaret for Freedom a stala se významnou podporovatelkou Southern Christian Leadership Conference. Ve stejném období se také začala angažovat v podpoře Castra a v boji proti apartheidu.

### Afrika a vydání knihyI Know Why the Caged Bird Sings: 1961-69
V roce 1961 Angelou vystupovala ve hře Jeana Geneta The Blacks (Černoši). V témže roce se seznámila jihoafrickým bojovníkem za svobodu Vusumzim Makem a společně se svým synem se za Makem přestěhovala do Káhiry, kde pracovala jako redaktorka v anglicky psaném týdeníku The Arab Observer. Po skončení vztahu s Makem se Angelou se synem přestěhovala do Accry, hlavního města Ghany, kde několik let působila jako sekretářka na Ghanské univerzitě, redaktorka The African Review a externí přispěvatelka do Ghanaian Times, vysílala na Radiu Ghana a vystupovala v Ghanském národním divadle.
V Accře se spřátelila s Malcolmem X, který zemi počátkem 60. let navštívil. Angelou se vrátila do USA v roce 1965, aby mu pomohla vybudovat novou organizaci propagující černošské sebevědomí a myšlenky panafrikanismu, Organization of Afro-American Unity. Malcolm X byl krátce nato zavražděn. Zdrcená Maya Angelou odjela za svým bratrem na Havaj, kde obnovila svou kariéru zpěvačky, a posléze se vrátila do Los Angeles a znovu začala psát.
V roce 1968 Martin Luther King Jr. požádal Angelou, aby uspořádala pochod, 4. dubna toho roku byl ale shodou okolností na její 40. narozeniny zavražděn. V těžkých chvílích ji dál podporoval blízký přítel James Baldwin. „Rok 1968 byl rokem těžkých ztrát, bolesti a smutku; byl ale také rokem, kdy Amerika poprvé poznala šíři a hloubku ducha Mayi Angelou a její tvůrčí genialitu,“ jak píše Gillespie. Angelou napsala, zprodukovala a odvyprávěla desetidílný dokumentární seriál Blacks, Blues, Black!, který mapoval souvislosti mezi bluesovou hudbou a africkými kořeny amerických černochů.
Ve stejném roce napsala svou první autobiografii I Know Why the Caged Bird Sings (Vím, proč ptáček v kleci zpívá). Vydána byla v roce 1969 a získala si mezinárodní ohlas a uznání.

### Pozdější tvorba
Angelou byla první černoškou, jejíž scénář byl zfilmován: film Georgia, Georgia, který se natáčel ve Švédsku a vyrobila ho švédská filmová společnost, byl uveden v roce 1972. V následujícím roce se Angelou vdala za Paula du Feu, bývalého manžela spisovatelky Germaine Greer. Během dalších deseti let skládala filmovou hudbu a skladby pro zpěvačku Robertu Flack, psala články, povídky, televizní scénáře, dokumenty, autobiografie i poezii, produkovala divadelní hry a hostovala jako přednášející na několika univerzitách. Za svou roli ve hře Look Away byla v roce 1973 nominována na cenu Tony. V roce 1988 režírovala v londýnském Almeida Theatre hru Moon on a Rainbow Shawl trinidadského dramatika Errola Johna.
V druhé polovině 70. let získala celou řadu ocenění, mimo jiné přes tři desítky čestných titulů z vysokých škol po celém světě. Ve stejné době se seznámila s televizní hvězdou Oprah Winfrey a stala se její blízkou přítelkyní a mentorkou. V roce 1981 se rozvedla s du Feuem.
Po návratu na americký Jih začala přednášet na Wake Forest University v Severní Karolíně, kde další tři dekády vyučovala předměty z řady oborů, o které se zajímala: přednášela filosofii, etiku, teologii, vědy, divadlo a tvůrčí psaní. Od 90. let také přednášela jako host po celých Spojených státech. V roce 1993 přednesla svou báseň „On the Pulse of Morning“ na inaugurační slavnosti prezidenta Billa Clintona. Tato událost ji ještě více proslavila; nahrávka básně získala cenu Grammy.
Maya Angelou si splnila cíl režírovat celovečerní film, když v roce 1996 natočila snímek Down in the Delta. Ve stejném roce se podílela na sedmi z jedenácti písní na albu Been Found newyorského R&B dua Ashford & Simpson. V roce 2000 vytvořila úspěšnou řadu produktů pro firmu Hallmark, která je největším výrobcem pohlednic a přání v USA. Kritikům, kteří ji obviňovali z přílišné komercializace, odpovídala, že tento její podnik „je v naprostém souladu s jejím postavením ‚lidové básnířky‘“. V roce 2002, po více než třiceti letech psaní vlastního životního příběhu, dokončila Angelou svou šestou autobiografickou knihu A Song Flung up to Heaven.
Sedmou autobiografickou knihu Mom & Me & Mom, v níž se věnuje vztahu s matkou, vydala v roce 2013.

### Osobní život
Podle některých indicií se zdá, že Angelou zčásti pocházela ze západoafrické etnické skupiny Mende.
Podrobnosti o jejím životě, který sama Angelou popsala v sedmi autobiografických knihách a v řadě rozhovorů, projevů a článků, v mnoha případech přesně nesouhlasí. Akademička Mary Jane Lupton vysvětluje, že Angelou o svém životě mluvila košatě, ale vždy neformálně a „neměla přitom před očima časovou osu“. Například víme, že se nejméně dvakrát vdala, ale sama skutečný počet svých manželství nikdy neupřesnila. Angelou se kromě řady dalších povolání nějakou dobu živila i poskytováním sexuálních služeb, což popsala ve své druhé autobiografii Gather Together in My Name. V rozhovoru v roce 1995 k tomu řekla: „Napsala jsem o svých zkušenostech, protože si myslím, že až příliš mnoho lidí říká mladým lidem, ‚Já jsem nikdy nic špatného neudělala. Já? Nikdy! Žádné kostlivce ve skříni nemám. Vlastně nemám ani žádnou skříň.‘ Takhle jim lžou, a když se pak ti mladí dostanou do nějaké situace, říkají si: ‚A sakra, tak já musím být hrozně špatný. Moji rodiče nikdy nic špatného neudělali.‘ A pak nemohou sami sobě odpustit a dostat se z toho.“
Angelou měla syna, vnuka, dvě pravnoučata a široký okruh přátel a vzdálených příbuzných. Její matka Vivian zemřela v roce 1991, její bratr Bailey Johnson Jr. zemřel po sérii mozkových příhod v roce 2000. Matka i bratr hráli v jejím životě i díle důležitou roli.
Angelou nevystudovala vysokou školu, ale jak píše Gillespie, mimo okruh nejbližších chtěla být oslovována „Dr. Angelou“. Vlastnila dva domy ve Winston-Salemu v Severní Karolíně a „panské sídlo“ v Harlemu, které obsahovalo její celoživotní a stále rostoucí sbírku knih a umění, mimo jiné několik afrických tapiserií a řadu maleb včetně několika portrétů jazzových trumpetistů, portrét Rosy Parks a quilt z dílny Faith Ringgold s názvem „Maya’s Quilt of Life“. Tento textilní obraz dostala Maya Angelou darem od své přítelkyně Oprah Winfrey k šedesátým narozeninám. Po autorčině smrti byl vydražen za 460 000 amerických dolarů.
Angelou byla také vyhlášená hostitelka kuchařka, pozvánky na některou z jejích vánočních, narozeninových či novoročních oslav nebo na večeři na Den díkuvzdání patřily v New Yorku k těm nejvyhledávanějším. V roce 2004 zkombinovala svůj kuchařský a spisovatelský um a pod názvem Hallelujah! The Welcome Table vydala sbírku 28 esejů a 73 receptů ze svého života.
Maya Angelou dodržovala při psaní přísný rituál. Vstávala velmi brzy, poté se přihlásila do hotelu, kde si vyžádala pokoj bez jakýchkoli obrazů. K psaní používala stejné bloky, ležela přitom na posteli a kolem sebe měla jen lahev sherry, balíček karet na solitaire, Rogetův tezaurus a Bibli. Takto psala do brzkého odpoledne. Denně napsala v průměru 10-12 stran materiálu, který ještě večer zredigovala na 3-4 strany. Tento rituál jí pomohl se „nechat očarovat“ a „prožít si znovu tu agonii, tu hrůzu, to Sturm und Drang.“ Vracela se do období, o kterých psala, včetně traumatických zážitků jako znásilnění v knize Vím, proč ptáček v kleci zpívá, aby dokázala zprostředkovat „lidskou pravdu“ svého života.

### Politika
Maya Angelou v roce 2008 veřejně podpořila prezidentskou kandidaturu senátorky za Demokraty Hillary Clinton. Poté, co demokratickou nominaci získal Barack Obama, podpořila před volbami i jeho. Obama se stal prvním afroamerickým prezidentem Spojených států. Maya Angelou k tomu řekla, že Američané „vyrůstají z idiotství, kterým je rasismus a sexismus.“

### Smrt
Maya Angelou zemřela 28. května 2014 dopoledne. Následky taneční kariéry a problémy s dýcháním jí způsobovaly chronickou bolest, přesto ale za poslední dekádu svého života napsala čtyři knihy a na další pracovala. Její syn Guy Johnson během vzpomínkového obřadu na Wake Forest University řekl, že Angelou „z tohoto světa odešla, aniž by ztratila cokoli ze své bystrosti“.
Poctu jí vzdali umělci, performeři i politické osobnosti z celého světa, mezi nimi Oprah Winfrey, Michelle Obama a prezidenti Bill Clinton a Barack Obama.

## Dílo
Maya Angelou napsala celkem sedm autobiografií, které pokrývají velké časové i geografické rozpětí: od počátku druhé světové války do zavraždění Martina Luther Kinga, Jr., ze státu Arkansas do Afriky a zpět do USA. Sedmou autobiografii Mom & Me & Mom vydala v roce 2013 ve svých 85 letech. Literární kritici její autobiografie často porovnávali s tou první, která se těšila největší chvále. Angelou během své dlouhé a plodné dráhy vydala pět sbírek esejů, psala také poezii, divadelní hry a televizní a filmové scénáře, věnovala se i režii, herectví a často přednášela pro veřejnost. Její básnická sbírka Just Give Me a Cool Drink of Water 'fore I Diiie z roku 1971 byla nominována na Pulitzerovu cenu. Prezident Bill Clinton si její báseň „On the Pulse of Morning“ vybral na svůj inaugurační obřad v roce 1993, kde ji Angelou osobně přednesla.
Během své úspěšné herecké kariéry ztvárnila řadu divadelních, filmových i televizních rolí, objevila se i v televizní minisérii Roots z roku 1977. Stala se první černoškou, jejíž původní scénář byl zfilmován a také první Afroameričankou, která se stala režisérkou významného filmu (Down in the Delta, česky Život v Deltě z roku 1998).

### Autobiografické knihy
- I Know Why the Caged Bird Sings (1969): do r. 1944 (do svých 17 let)
- Gather Together in My Name (1974): 1944–48
- Singin' and Swingin' and Gettin' Merry Like Christmas (1976): 1949–55
- The Heart of a Woman (1981): 1957–62
- All God's Children Need Traveling Shoes (1986): 1962–65
- A Song Flung Up to Heaven (2002): 1965–68
- Mom & Me & Mom (2013)

### Poezie
- Just Give Me a Cool Drink of Water 'fore I Diiie
- Oh Pray My Wings Are Gonna Fit Me Well
- And Still I Rise
- Shaker, Why Don't You Sing
- Now Sheba Sings the Song
- I Shall Not Be Moved
- "On the Pulse of Morning"
- Phenomenal Woman: Four Poems for Women
- Poetry for Young People

### Eseje
- Wouldn't Take Nothing for My Journey Now
- Even the Stars Look Lonesome
- Hallelujah! The Welcome Table
- Mother: A Cradle to Hold Me
- Letter to My Daughter

### Knihy pro děti
- Mrs. Flowers: A Moment of Friendship
- Life Doesn't Frighten Me
- Soul Looks Back in Wonder
- My Painted House, My Friendly Chicken and Me
- Kofi and His Magic
- Maya's World

### Divadelní hry
- Cabaret for Freedom
- The Least of These
- The Best of These
- The Clawing Within
- Gettin' up Stayed on My Mind
- Adjoa Amissah
- Sophocles, Ajax
- And Still I Rise
- Theatrical Vignette
- King

## Přijetí a odkaz
Po vydání první autobiografické knihy I Know Why the Caged Bird Sings v roce 1969 se o Angelou začalo mluvit jako o zcela originální autorku memoárů a jednu z prvních Afroameričanek, které dokázaly veřejně promluvit o svém soukromém životě. Postupně se stala uznávanou mluvčí amerických černochů i žen. Její první kniha vyšla v období končícího afroamerického hnutí za občanská práva a výrazně tak podpořila i černošskou feministickou literaturu.
Básně Mayi Angelou ovlivnily soudobou hiphopovou komunitu včetně umělců jako Kanye West, Common, Tupac Shakur nebo Nicki Minaj.

### Kritika
I Know Why the Caged Bird Sings i další knihy Mayi Angelou se setkaly s kritikou mnohých rodičů a následně byly odstraněny ze školních osnov i polic veřejných knihoven. Podle americké Národní koalice proti cenzuře rodiče a školy namítali proti popisům lesbických vztahů, soužití nesezdaných párů, pornografie a násilí. Někteří kritizovali také sexuálně explicitní scény, použitá slova a neuctivé zobrazování náboženství. Kniha I Know Why the Caged Bird Sings byla podle American Library Association třetí nejčastěji napadanou knihou let 1990–2000, v následující dekádě se umístila na šestém místě.

### Ocenění
Kromě mnoha jiných ocenění získala třikrát cenu Grammy, v roce 2011 obdržela Prezidentskou medaili svobody. Za básnickou sbírku Just Give Me a Cool Drink of Water 'fore I Diiie byla nominována na Pulitzerovu cenu, za roli ve hře Look Away v roce 1973 byla nominována na cenu Tony. Zasedala ve dvou prezidentských výborech a bylo jí uděleno více než padesát čestných titulů.